# Pauline Schultz
Pauline Schultz (* 12. Februar 1997) ist eine deutsche Volleyballspielerin.

## Karriere
Schultz begann ihre Karriere bei der HTG Bad Homburg. 2012 wechselte sie zur TG Bad Soden, bei der sie seit 2013 in der 2. Bundesliga spielte. 2018 schloss sich die Zuspielerin dem Ligakonkurrenten 1. VC Wiesbaden II an. 2020/21 spielte Schultz im Bundesligateam des 1. VC Wiesbaden. Nachdem sie sich 2021/22 beim Männer-Landesligisten Eintracht Frankfurt fit gehalten hatte, war die Zuspielerin 2022/23 wieder beim Zweitligisten TG Bad Soden aktiv. Parallel dazu trainierte Schultz die Frankfurter Männer. 2023 kehrte Schultz zurück zum VC Wiesbaden und führt hier die 2. Mannschaft als Kapitänin an. 